# کنتیزبیر
کنتیزبیر (به انگلیسی: Kentisbeare) یک روستا و محله مدنی در بریتانیا است که در Mid Devon واقع شده‌است. کنتیزبیر ۹۵۰ نفر جمعیت دارد.